# Todd Lickliter
Todd Arlan Lickliter (Indianapolis, 17 aprile 1955) è un allenatore di pallacanestro statunitense.

## Palmarès
- NABC Coach of the Year (2007)